# Froideville (Jura)
Pour les articles homonymes, voir Froideville.
Froideville est une ancienne commune française située dans le département du Jura, en région Bourgogne-Franche-Comté. Les habitants se nomment les Fredevallois et Fredevalloises.
Elle est, depuis le 1er avril 2016, une commune déléguée au sein de la commune nouvelle de Vincent-Froideville.

## Politique et administration

### Maires
| Période   | Période      | Identité         | Étiquette | Qualité |
| --------- | ------------ | ---------------- | --------- | ------- |
| 1924      | 1935         | Courtois Antoine |           |         |
| 1955      | 1945         | Courtois Jules   |           |         |
| 1945      | 1945         | Prost Léon       |           |         |
| 1945      | 1945         | Girard Ernest    |           |         |
| 1945      | 1945         | Ridet Fernard    |           |         |
| 1947      | 1965         | Piotelatd Ernest |           |         |
| 1965      | 1989         | Piotelat Robert  |           |         |
| 1989      | 2001         | Christian Jalley |           |         |
| mars 2001 | mars 2014    | Claude Bonin     |           |         |
| 2014      | 31 mars 2016 | Alain Pernot     |           | Ouvrier |

### Maires délégués
| Période        | Période  | Identité     | Étiquette | Qualité |
| -------------- | -------- | ------------ | --------- | ------- |
| 1er avril 2016 | En cours | Alain Pernot |           | Ouvrier |

## Démographie
L'évolution du nombre d'habitants est connue à travers les recensements de la population effectués dans la commune depuis 1793. À partir du 1er janvier 2009, les populations légales des communes sont publiées annuellement dans le cadre d'un recensement qui repose désormais sur une collecte d'information annuelle, concernant successivement tous les territoires communaux au cours d'une période de cinq ans. 
Pour les communes de moins de 10 000 habitants, une enquête de recensement portant sur toute la population est réalisée tous les cinq ans, les populations légales des années intermédiaires étant quant à elles estimées par interpolation ou extrapolation. Pour la commune, le premier recensement exhaustif entrant dans le cadre du nouveau dispositif a été réalisé en 2006,.
En 2014, la commune comptait 71 habitants, en évolution de −6,58 % par rapport à 2009 (Jura : −0,23 %, France hors Mayotte : +2,49 %).
| 1793 | 1800 | 1806 | 1821 | 1831 | 1836 | 1841 | 1846 | 1851 |
| ---- | ---- | ---- | ---- | ---- | ---- | ---- | ---- | ---- |
| 196  | 209  | 211  | 158  | 163  | 178  | 190  | 154  | 148  |

| 1856 | 1861 | 1866 | 1872 | 1876 | 1881 | 1886 | 1891 | 1896 |
| ---- | ---- | ---- | ---- | ---- | ---- | ---- | ---- | ---- |
| 143  | 150  | 166  | 164  | 171  | 148  | 156  | 142  | 136  |

| 1901 | 1906 | 1911 | 1921 | 1926 | 1931 | 1936 | 1946 | 1954 |
| ---- | ---- | ---- | ---- | ---- | ---- | ---- | ---- | ---- |
| 127  | 125  | 113  | 98   | 103  | 93   | 94   | 95   | 100  |

| 1962 | 1968 | 1975 | 1982 | 1990 | 1999 | 2006 | 2011 | 2014 |
| ---- | ---- | ---- | ---- | ---- | ---- | ---- | ---- | ---- |
| 70   | 76   | 72   | 59   | 54   | 51   | 70   | 73   | 71   |